# Хабзбуршка монархија
Хабзбуршка монархија (њем. Habsburgermonarchie), односно Аустријска монархија (њем. Österreichische Monarchie) или Дунавска монархија (њем. Donaumonarchie), незваничан је назив који користе историчари за земље и покрајине којима је владала династија Хабзбурга, од средњег века до 1780. године, а затим династија Хабзбурга-Лоренских све до 1918 године. Због боја заставе, често је колоквијално називана и „Црно-жутом монархијом”. У ужем смислу, појам се односи на период од хабзбуршког стицања угарске круне 1526. године, до проглашења Аустријског царства 1804. године, које је 1867. године преуређено у Аустроугарску монархију.

## Историја
Монархија је била сложена држава састављена од територија унутар и изван Светог римског царства, уједињена само под једним монархом. Династички главни град је био Беч, осим од 1583. до 1611. године, када је био премјештен у Праг. Од 1804. до 1867. Хабзбуршка монархија је била формално уједињена као Аустријско царство, а од 1867. до 1918. као Аустроугарска монархија.
Глава аустријске гране династије Хабзбург је често био изабрани Свети римски цар све до распада царства 1806. године; од 1415. до распада царства 1806. само Карло  није био хабзбуршки владар Аустрије. Два ентитета никада нису била погранична, Хабзбуршка монархија је покривала многе земље изван Светог римског царства, а већином Царства су владале друге династије. Хабзбуршка монархија обично није укључивала све територије којим су владали Хабзбурзи. Старија грана династије је владала Шпанијом до 1700, али се обично није укључивала у дефиницију „Хабзбуршке монархије” након владавине Карло , који је подијелио династију између аустријских и шпанских грана након своје абдикације 1556. године.

## Значај Хабзбуршке монархије
Царевина Хабзбурга, која је званично нестала 1918. године, је била јединствена што се самог уређења тиче. Скуп територија којима је владала кућа Хабзбурга никад није у потпуности дефинисан. Најшире границе одређене су 1526. године, када је Фердинанд, који је већ имао бројне титуле као владар алпско-немачких земаља, постао је краљ Чешке и краљ Угарске, па ипак те територије скоро три стотине година нису имале заједничко име. Биле су то "земље под кућом Хабзбурга" или "земље светог римског цара". Између 1740. и 1745, када су Хабзбурзи испустили из руку царску титулу, Марија Терезија је себе могла назвати само "краљицом Угарске", мада њена царевина, није била Угарска царевина. 1804. је Франц II, последњи свети римски цар, доживео да види како његову царску титулу угрожава Наполеонова амбиција, па је себи измислио титулу "цар Аустрије". То је, такође, династичко име. Царевина је припадала кући Хабзбурга, а не Аустријанцима. 1867. мађарска нација је изразила жељу за партнерством са царем, и тако је Царевина добила име "Аустроугарска".
Сами Хабзбурзи су по пореклу немачка династија. Додали су својој лози прво шпански, а касније и италијански елемент, а да при том нису остали укорењени ни у једном посебном региону или народу. Ниједна породица није толико дуго опстала нити је оставила тако дубок траг у Европи, Хабзбурзи су били највећа династија модерне историје. Историја целе средње Европе се врти око њих и они су уз Османлије, династија која се најдуже одржала на власти у Европи.
Хабзбурзи су, у своје време, извршили многе задатке. У 16. веку су бранили Европу од Турака, у 17. веку су извојевали победу над противреформацијом, у 18. веку су пропагирали идеју просвећености, у 19. веку су били брана стварању велике немачке националне државе.

## Срби у Хабзбуршкој монархији
У појединим земљама и покрајинама које су током историје услазиле у састав Хабзбуршке монархије, живео је знатан део српског народа, што се у првом реду односи на разне области Краљевине Угарске, Славоније, Хрватске, Далмације, Војне крајине и других земаља које су у дужем или краћем периоду биле под хабзбуршком влашћу.